# Hemicoelus carinatus
Hemicoelus carinatus är en skalbaggsart som först beskrevs av Thomas Say 1823.  Hemicoelus carinatus ingår i släktet Hemicoelus och familjen trägnagare. Inga underarter finns listade i Catalogue of Life.